# 15-ös busz (Kecskemét)
A kecskeméti 15-ös jelzésű autóbusz a Vasútállomás és Hetényegyháza között közlekedik, Petőfivároson keresztül. Egyes menetek Miklóstelep érintésével járnak. A viszonylatot a Kecskeméti Közlekedési Központ megrendelésére az Inter Tan-Ker Zrt. üzemelteti.

## Útvonala
| Hetényegyháza felé | Vasútállomás felé |
| --- | --- |
| Vasútállomás vá. – Kodály Zoltán tér – Bethlen körút – Rákóczi út – Koháry István körút – Hornyik János körút – Széchenyi tér – Szilády Károly körút – Kölcsey utca – Petőfi Sándor utca – Dózsa György út – Izsáki út – Vízmű utca – Sutus sor (– Miklóstelepi út – Miklóstelep, forduló – Miklóstelepi út – Sutus sor –) Kossuth Lajos utca – Miklós Gyula utca – Hetényegyháza vá. | Hetényegyháza vá. – Miklós Gyula utca – Kossuth Lajos utca – Sutus sor (– Miklóstelepi út – Miklóstelep, forduló – Miklóstelepi út – Sutus sor –) Vízmű utca – Izsáki út – Dózsa György út – Petőfi Sándor utca – Dobó István körút – Batthyány utca – Katona József tér – Csányi János körút – Rákóczi út – Bethlen körút – Kodály Zoltán tér – Vasútállomás vá. |

## Megállóhelyei
| 0                                            | 0                    | Vasútállomás végállomás                  | 34 | 29 | 1, 2D, 2S, 7, 7C, 12D, 19, 21, 21D, 22, 25, 32 Helyközi buszok Távolsági járatok S210 S220 sebesvonat, gyorsvonat, InterRégió, IC, expresszvonat Bethlen körút: 18, 20H, 22, 23, 23A |
| 2                                            | 2                    | Cifrapalota                              | 32 | 27 | 1, 2D, 2S, 4, 4A, 4C, 7, 7C, 12, 18, 19, 20H, 23, 23A, 32 Helyközi buszok |
| 4                                            | 4                    | Piaristák tere                           | ∫  | ∫  | 1, 2D, 2S, 7, 7C, 9, 11, 11A, 16, 19, 32, 169, 916 Helyközi buszok |
| ∫                                            | ∫                    | Katona József Színház                    | 30 | 25 | 1, 2, 2A, 2D, 2S, 3, 3A, 4, 4A, 4C, 6, 7, 7C, 11, 11A, 12, 13, 13K, 18, 19, 20H, 23, 23A, 28, 32 Helyközi buszok                                                                     |
| 6                                            | 6                    | Naiv Művészeti Múzeum (↓) Dobó körút (↑) | 28 | 23 | 1, 2, 2A, 2D, 2S, 4, 4A, 4C, 6, 7, 7C, 11, 11A, 13, 13D, 13K, 19, 28, 32 Helyközi buszok                                                                                             |
| 9                                            | 9                    | Katona Gimnázium                         | 26 | 21 | 1, 11, 11A, 19, 22 Helyközi buszok |
| 11                                           | 11                   | Kodály Iskola                            | 24 | 19 | 1, 5, 11, 11A, 19, 22 Helyközi buszok S210 (Kecskemét-Máriaváros) |
| 13                                           | 13                   | Egyetem (GAMF)                           | 22 | 17 | 1, 5, 11, 11A, 19, 22 Helyközi buszok |
| 16                                           | 16                   | SOS Gyermekfalu                          | 19 | 14 | 11, 11A, 15D, 19 |
| 19                                           | 19                   | Sutusfalu                                | 17 | 12 | 15D, 19, 29 |
| 20                                           | 20                   | Széles köz                               | 16 | 11 | 15D, 19, 29 |
| 21                                           | 21                   | Miklóstelepi bejáró út                   | 15 | 10 | 15D, 19, 29 S210 (Miklóstelep) |
| Miklóstelepre a járatok többsége nem tér be. |                      |                                          |    |    | |
| 22                                           |                      | Miklóstelep, határút                     | 14 |    | 19 |
| 23                                           | Miklóstelep, bolt    | 13                                       | 19 |    | |
| 24                                           | Miklóstelep, forduló | 12                                       | 19 |    | |
| 25                                           | Miklóstelep, bolt    | 11                                       | 19 |    | |
| 26                                           | Miklóstelep, határút | 10                                       | 19 |    | |
| 28                                           | 23                   | Úrihegy                                  | 8  | 8  | 15D, 29 S210 (Úrihegy) |
| 29                                           | 24                   | Szigeti köz                              | 7  | 7  | 15D, 29 |
| 30                                           | 25                   | Nagy tanya                               | 6  | 6  | 15D, 29 |
| 31                                           | 26                   | Hetényegyháza, óvoda                     | 4  | 4  | 15D, 29, 353 S210 (Hetényegyháza) |
| 32                                           | 27                   | Hetényegyháza, ABC                       | 3  | 3  | 15D, 29, 353 Helyközi buszok |
| 33                                           | 28                   | Hetényegyháza, Fény utca                 | 2  | 2  | 15D, 29 |
| 34                                           | 29                   | Hetényegyháza, Újtelep                   | 1  | 1  | 15D, 29, 354 Helyközi buszok |
| 30                                           | 35                   | Hetényegyháza végállomás                 | 0  | 0  | 15D, 29, 354 |